# Eyjafjörður

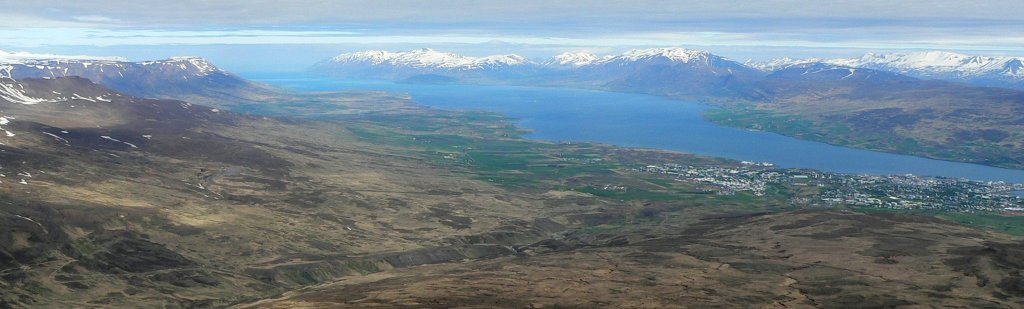
Eyjafjörður sett från berget Súlur.

Eyjafjörður är den längsta fjorden i centrala norra Island.

## Geografi
Fjorden är lång och pilformad med en längd på 60 kilometer från inlopp till botten. Den största bredden är 25 kilometer mellan Siglunes och Gjögurtá vid fjordens inlopp. Den större delen av fjorden är dock mellan sex och tio kilometer bred. Två mindre fjordar går ut från Eyjafjörðurs västsida: Ólafsfjörður och Héðinsfjörður.
Fjorden omges av kullar och berg på båda sidor, men bergen är högre på västsidan där en bergskedja finns på Tröllaskagihalvön. Vid den yttre delen av fjorden finns det inget lågland utan bergen sluttar rakt ner i havet. Längre söderut i fjorden finns det områden med lågland på båda sidorna; dock bredare på västsidan.
Flera dalar leder från Eyjafjörður. De flesta av dessa finns på västsidan och de främsta är Hörgárdalur och Svarfaðardalur. Dalsmynni är den enda dalen på östsidan. Den största dalen i Eyjafjörður kallas även för Eyjafjörður och går direkt söder från fjorden. Den är lång och bred och ligger i en av Islands främsta jordbruksområden.
Flera floder rinner till Eyjafjörður, de främsta är Eyjafjarðará, Fnjóská och Hörgá.
Ön Hrísey i mitten av Eyjafjörður är den näst största ön vid den isländska kusten och kallas ofta för Eyjafjörðurs pärla.

## Invånare
Eyjafjörðurregionen är Islands näst mest bebodda område efter Reykjavik i sydvästra Island. Totalt har området 21 536 invånare 2003 (exklusive staden Siglufjörður och ön Grímsey som ofta räknas in i Eyjafjörður, men som geografiskt inte gör det).
Den absolut största staden är Akureyri och andra orter är Dalvík, Ólafsfjörður, Hrísey, Árskógssandur, Hauganes, Hjalteyri, Hrafnagil, Svalbarðseyri och Grenivík. De flesta orterna i området lever på fiskeindustrin och jordbruket, men Akureyri är servicecentrum och har bland annat ett växande universitet.